# Josef Melan

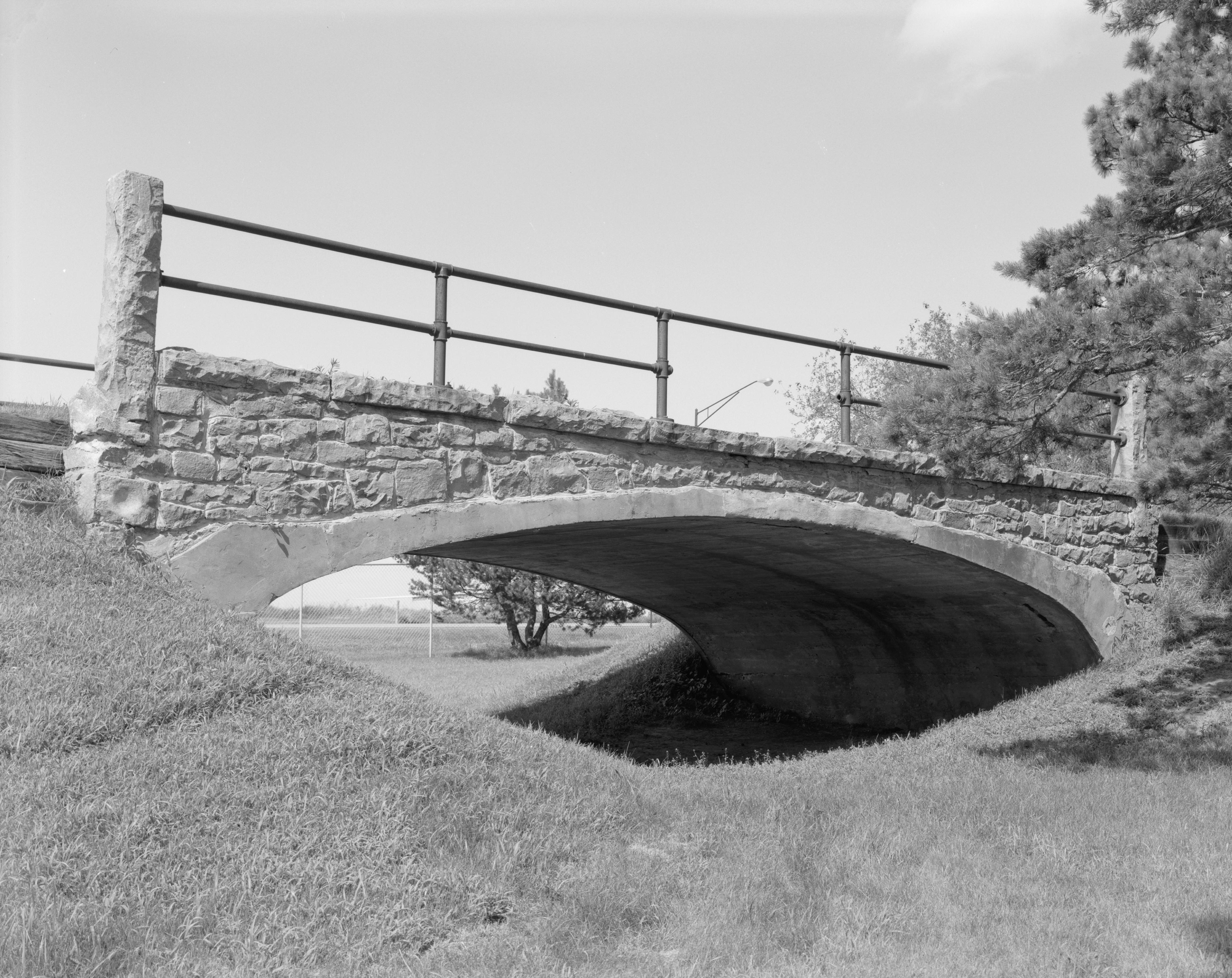
Melanův most východně od Rock Rapids v Lyon County v Iowě ve Spojených státech

Josef Melan (18. listopadu 1853, Vídeň – 6. února 1941, Praha) byl rakouský inženýr, který je považován za jednoho z nejvýznamnějších průkopníků železobetonových mostů na konci 19. století. Je autorem způsobu výstavby železobetonových mostů známého pod názvem „Patent – Melan“. Působil i jako vysokoškolský profesor ve Vídni, Brně a Praze.
Melan podle svého patentu z roku 1892 používal místo betonářské výztuže tuhé příhradové ocelové nosníky. Původně byl patent určen pro návrh stropních konstrukcí. Díky „Erste Österreichische Gewölbeausschuß“ provedl několik experimentů v tehdejším areálu stavebního podniku Pittel + Brausewetter v Bratislavě a zejména v Brně, kde zpracoval teoretickou základnu svého systému.
Melan se stal známým v roce 1898, kdy postavil 42,4 m dlouhý obloukový most s velmi nízkým vzepětím v rakouském městě Steyr. Svého času to byl největší železobetonový most na světě. Melan je dále autorem Dračího mostu v slovinské Ljubljaně, a mostů v České republice (Most Dr. Edvarda Beneše v Ústí nad Labem, Silniční most U Jánů v Jihlavě), Švýcarsku, Itálii, Německu, Španělsku, v USA i Japonsku.
V roce 1958 byla po něm ve Vídni, ve čtvrti Donaustadt (22. okrsek), pojmenována ulice „Melangasse“.

## Melanovy mosty
- Schwimmschulbrücke, 1898 ve Steyru; rozpětí 42,4 m, vzepětí 2,67 m
- několik mostů v USA po roce 1898
- Dračí most, 1901; rozpětí 33,34 m
- Most u Jánů v Jihlavě, 1908–1909, oblouky o rozpětí 15,64 m
- Echelsbachský most, 1930; největší rozpětí 130 m
- Ludvíkův most v Mnichově, 1934–1935; rozpětí 43 m; segmentový oblouk
- Stampfgrabenský most přes rokli v Korutanech; rozpětí 70 m